# Покати 2
Покати 2 (рос. Покаты) — присілок в Островському районі Псковської області Російської Федерації.
Населення становить 0 осіб. Входить до складу муніципального утворення Бережанская волость.

## Історія
Від 2015 року входить до складу муніципального утворення Бережанская волость.

## Населення
| 2002 | 2010 |
| ---- | ---- |
| 7    | ↘0   |